# 俺の生活/至上の日々
『俺の生活/至上の日々』（おれのせいかつ/しじょうのひび）は、日本のロックバンド・THE TON-UP MOTORSが2010年9月3日に発売したライブ限定CDのシングルである。今は廃盤となっている激レアCD。

## 録音曲
1. 俺の生活
作詞・作曲・編曲:上杉周大
KEEP ON STANDING!!に再レコーディングされている
2. 至上の日常
作詞・作曲・編曲:上杉周大
廃盤の為、激レアの楽曲となっている。